# Wilhelm Kienzl
Wilhelm Kienzl (Waizenkirchen, 17 de gener de 1852 - Viena, 3 d'octubre de 1941) fou un director d'orquestra i compositor austríac.
Estudià als conservatoris de Praga i Múnic i a les universitats de Leipzig i Viena. El 1879 feu un viatge a Bayreuth, on conegué en Richard Wagner, i fou admès en la intimitat de la família del mestre.
Va ser director d'orquestra del Teatre Municipal d'Hamburg i de la Reial Òpera de Múnic. A més de gran nombre d'obres instrumentals va compondre diverses òperes, unes 150 peces per a piano i també uns 100 lieder, més la biografia de Richard Wagner: 1904-1906. El 1894 va compondre la seva òpera més exitosa, Der Evangelimann.
L'any 1933 Kienzl va donar suport obertament al règim nazi que Hitler va instaurar a Alemanya.

## Llista d'òperes
- Urvasi: Dresden, 1886
- Heilmar der Narr: Múnic, 1892
- Der Evangeliman: Berlín, 1895
- Don Quixote: Berlín, 1898
- Knecht Rupprechts Werkatatt: Graz, 1907
- Der Kuhreigen: Viena, 1911
- Das Testament: Viena, 1916
- Hassan der Schwärmer: Viena, 1918